# Unidades de Mujeres de Êzîdxan
Las Unidades de Mujeres de Êzîdxan (del kurdo: Yekinêyen Jinên Êzidxan, YJÊ por sus siglas) una milicia de mujeres formada en Irak en 2015 con el objetivo de proteger la comunidad yazidí ante los ataques e invasiones del Estado islámico de Irak y el Levante y otros grupos islamistas que ve al pueblo yazidí como paganos e infieles.
Es una rama militar de la milicia yazidí mixta Unidades de Protección Sinjar (YBŞ), las YJÊ fueron fundadas el 5 de enero de 2015 bajo el nombre original de Yekîneyên Parastina Jin ê Şengalê (del kurdo: Unidades Femeninas de Protección de Sinyar, YJŞ) o YPJ-Sinjar. La milicia adoptó su nombre actual el 26 de octubre de 2015. The militia adopted its current name on 26 October 2015.
La organización sigue la doctrina feminista del líder del PKK encarcelado Abdullah Öcalan, la jineology, y con el concepto más amplio del confederalismo democrático defendido por la Confederación de los pueblos de Kurdistán (KCK).

## Actividad
En octubre de 2015, las YJÊ participaron en el establecimiento de la Alianza de Sinyar, un comando estructural específicamente yazidi, junto con las Unidades de Protección Sinjar (YBŞ), la escindida unidad Peshmerga; Fuerza de Protección de Sinjar (HPŞ) y otros, el objetivo de la unidad era el de proteger a la población yazidí de eventuales ataques de grupos islamistas.
Bajo la orden conjunta de la recién fundada Alianza de Sinyar, las YJÊ participaron en noviembre de 2015 en la ofensiva Operación Furia de Melek Taus contra el Estado Islámico. La Alianza duró menos de dos años hasta en marzo de 2017 cuando, por diferencias ideológicas de las principales milicias que la conformaban, formalizaron la ruptura. Tras la dejar la alianza, las HPŞ se unieron a las fuerzas Peshmerga del Gobierno Regional del Kurdistán.